# Samuel Pallache

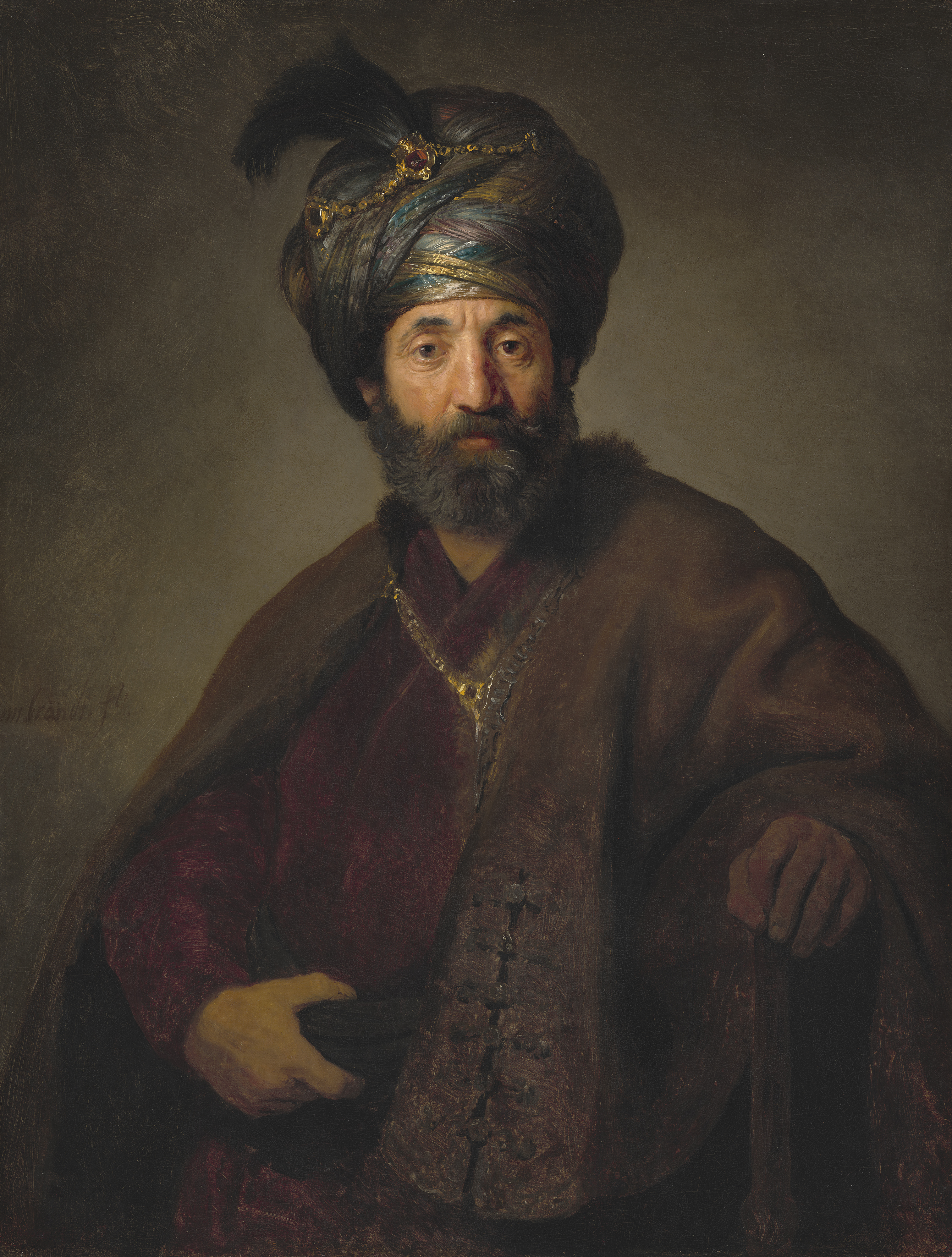
Samuel Pallache

Samuel Pallache (hebräisch שמואל פאלאג'י; geb. 1550 in Fès; gest. 4. Februar 1616 in Den Haag) war ein marokkanischer Kaufmann, Diplomat, Spion, Doppelagent, Pirat und angeblich Mitbegründer der ersten jüdischen Gemeinde Amsterdams.

## Leben
Samuel Pallache wurde um 1550 in Fès als Sohn des spanischstämmigen Rabbiners Isaak Pallache geboren. Seine Familie war vermutlich um 1492 anlässlich der Vertreibung der Juden aus Spanien nach Marokko geflohen. Seine Vorfahren sollen in Córdoba als Rabbiner fungiert haben. In Marokko wurden Juden, ebenso wie Christen, toleriert, solange sie den Islam als offizielle Religion akzeptierten. Dies erlaubte es einer lebendigen jüdischen Gemeinde in Marokko als Brückenkopf zwischen islamischer, christlicher und jüdischer Welt aufzutreten.
Nachdem eine niederländische Delegation Marokko besucht hatte, um über eine gemeinsame Allianz gegen Spanien und die Korsaren der Barbareskenstaaten zu verhandeln, ernannte Sultan Zaydan an Nasr 1608 den Händler Samuel Pallache zu seinem Gesandten, der ihn in Den Haag bei der niederländischen Regierung vertreten soll. Offiziell war Pallache Vermittler, nicht Botschafter des Sultans.
Am 23. Juni 1608 traf sich Pallache mit Statthalter Fürst Moritz von Oranien und den Generalstaaten in Den Haag um ein Bündnis gegenseitiger Hilfe gegen Spanien auszuhandeln. Am 24. Dezember 1610 unterzeichneten die zwei Nationen einen Vertrag, der den freien Handelsverkehr zwischen den Niederlanden und Marokko anerkannte und der es dem Sultan erlaubte, Schiffe, Waffen und Munition von den Niederländern zu erwerben. Es war der erste Vertrag zwischen einem europäischen und einem nicht-christlichen Staat nach den Verträgen der Franko-Osmanischen Allianz des 16. Jahrhunderts.
Forschungen ergaben, dass Pallache insgeheim als Doppelagent arbeitete. Er unterhielt enge Verbindungen mit dem spanischen Hof und übermittelte geheime Informationen über die niederländisch-marokkanischen Beziehungen zu den Spaniern. Gleichzeitig übermittelte er Informationen über die Spanier an die Niederländer und Marokkaner. Als dies letztendlich bekannt wurde, verlor er die Gunst des Sultans.
Zusätzlich zu seinen diplomatischen Aufgaben war er weiterhin als Kaufmann zwischen den Niederlanden und Marokko tätig. Er bekam zudem von Moritz von Oranien die Befugnis für Kaperfahrten. Die Waren, die er während dieser Fahrten erbeutete, wurden entlang der marokkanischen Küste verkauft.
Im Jahr 1614 kaperte er ein portugiesisches Schiff und segelte damit, nicht in der Lage, die Fracht an die Küste Marokkos zu bringen, zu den Niederlanden. Ein schwerer Sturm zwang ihn dazu, in einem englischen Hafen Zuflucht zu suchen; dort wurde er, nach Gesuch des spanischen Botschafters, gefangen genommen und eingesperrt. Schließlich kam ihm Moritz von Oranien zu Hilfe und brachte ihn zurück in die Niederlande. Allerdings verlor er bis zu diesem Zeitpunkt all sein Geld und wurde kurze Zeit später krank. Am 4. Februar 1616 starb er in Den Haag und wurde auf dem sephardisch-jüdischem Friedhof Beth Haim in Ouderkerk aan de Amstel in der Nähe von Amsterdam beigesetzt. Moritz von Oranien, mit dem Pallache wohl in engem Kontakt stand, war bei der Beerdigung anwesend.